# Fred Offenhauser
Fred Offenhauser, född 1888 död 1973, var en amerikansk ingenjör och motordesigner som konstruerade Offenhauser-motorn, ofta kallad "Offy", som dominerade Indianapolis 500-tävlingarna under flera decennier. 
Offenhauser började jobba för Harry A. Miller 1913, samma år som en Peugeot Grand Prix-bil vann Indianapolis 500. Offenhauser blev chef för Millers motortillverkning 1914. Detta år tävlade Bob Burman med Peugeot-motorn, men första världskrigets utbrott gjorde det omöjligt att få fram reservdelar. Millers verkstad fick uppdraget att serva och underhålla motorn. Miller och Offenhauser blev så imponerade av den moderna tekniken, med dubbla överliggande kamaxlar och fyra ventiler per cylinder, att de byggde en egen motor efter samma principer.
1919 började Leo Goossen arbeta för Miller och Offenhauser blev verkstadschef. Millers företag gick i konkurs 1933. Offenhauser köpte ritningar och utrustning av Miller och fortsatte utvecklingen av motorn tillsammans med Goossen. Motorn blev mycket framgångsrik vid Indianapolis 500, med 24 segrar under 27 år. Offenhauser själv besökte sällan Indianapolis. 
1934 byggde Offenhauser sin första 97 cui motor för midget car racing. 
Offenhauser sålde företaget till den trefaldige Indy 500-vinnaren Louis Meyer och hans kompanjon Dale Drake 1946. Meyer och Drake fortsatte producera motorer under Offenhauser-namnet.
Offenhauser blev för sina insatser invald i International Motorsports Hall of Fame 2001.